# Lacerna styphelia
Lacerna styphelia is een mosdiertjessoort uit de familie van de Lacernidae. De wetenschappelijke naam van de soort is, als Phonicosia styphelia, voor het eerst geldig gepubliceerd in 1989 door Gordon.